# Schloss Greifenthurn

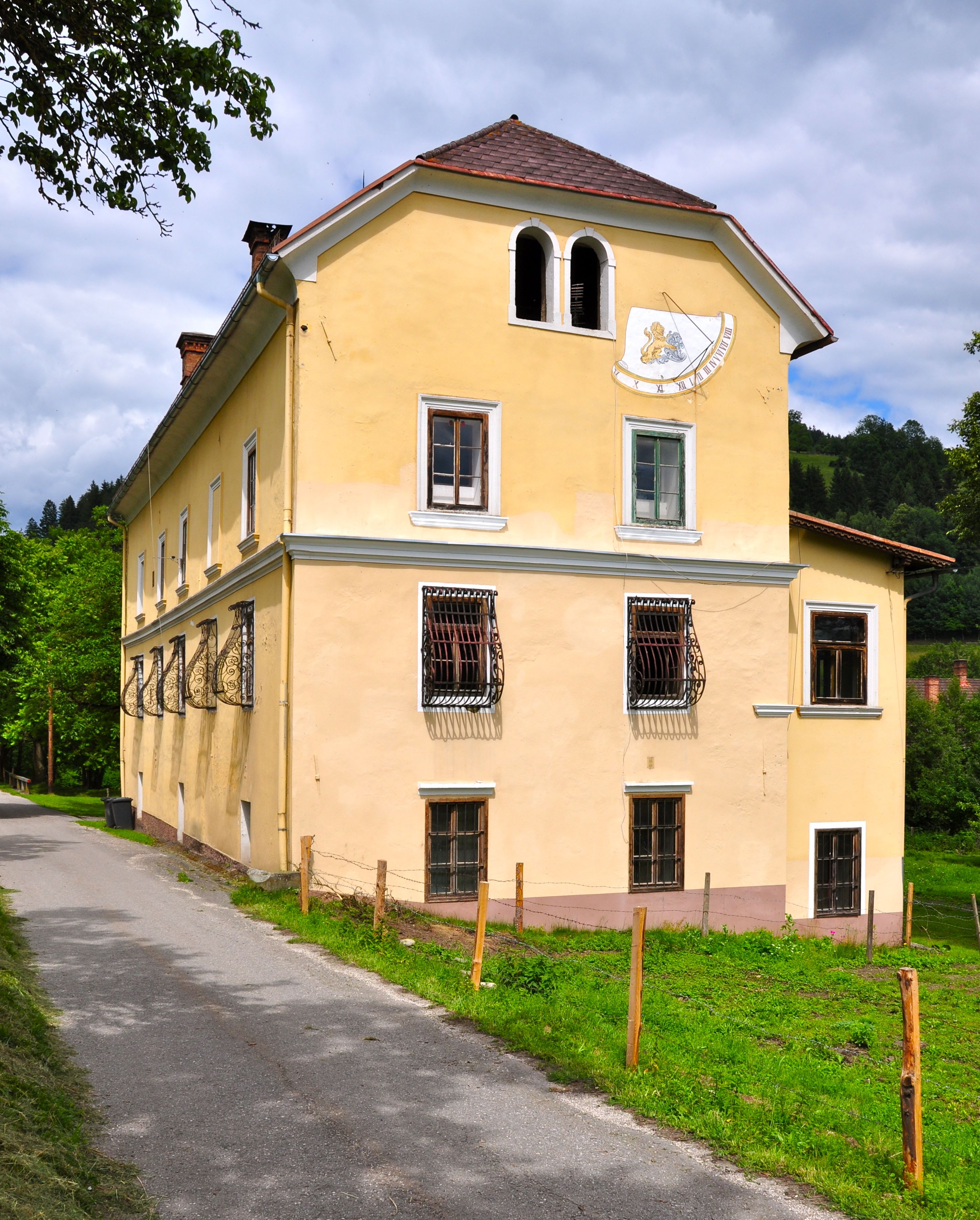
Schloss Greifenthurn (2011)

Das Schloss Greifenthurn steht an der Gurktalersstraße im Norden von Feldkirchen in Kärnten.
Es wurde in der ersten Hälfte des 16. Jahrhunderts erbaut. Vom Anfang des 17. Jahrhunderts an war es rund hundert Jahre lang Sitz der Familie Forchegger. Hieronimus Forchegger war um 1604 Ratsbürger und Handelsherr und ab 1618 bambergischer Amtmann. Im 18. Jahrhundert war das Anwesen der Sitz von Hammerherren.

## Beschreibung

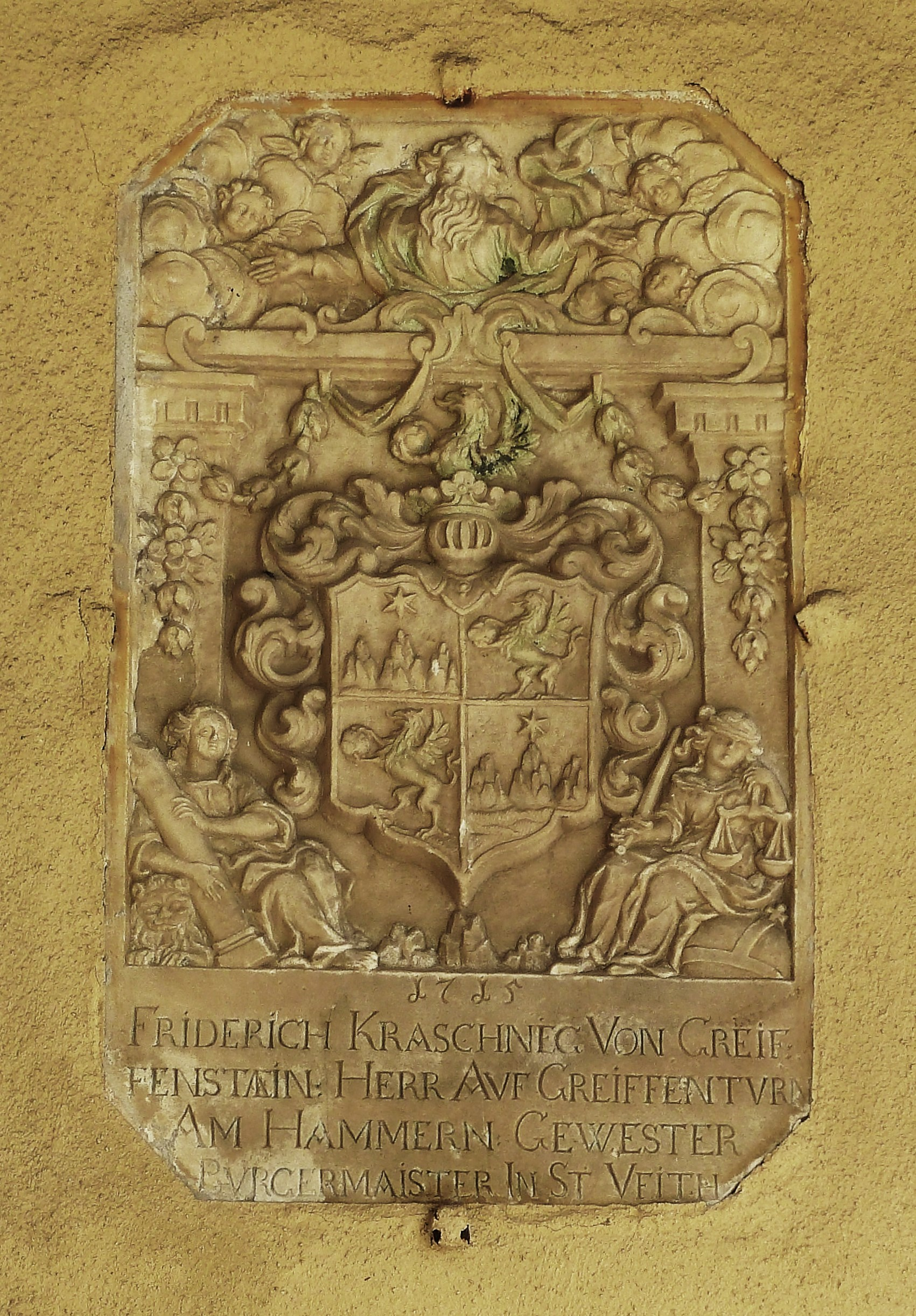
Wappenstein

Das Schloss ist ein einfacher, kubischer Bau mit einem Krüppelwalmdach. Der schmale, zweigeschoßige Anbau an der Südostecke wurde um 1900 errichtet. Der dreigeschoßige Vorbau mit einer an zwei Seiten offenen, kreuzgratgewölbten Vorlaube an der Ostecke stammt aus dem 16. Jahrhundert. Die Fassaden wurden um 1900 neu gestaltet.
Der Wappenstein in der Nordostwand der Vorlaube ist mit „Friderich Kraschneg von Greifenstain, Herr auf Greifenthurn am Hammern, 1715“ bezeichnet. 
Die an der Nordostseite des Erdgeschoßes gelegene, spätgotische Halle besitzt ein zweijochiges Kreuzgratgewölbe mit aufgeputzten Graten. Von der Westecke der Halle führt ein spätgotisches Rundbogenportal in einen dreijochigen Saal. In der Diele über der Halle befindet sich eine kurz nach 1600 geschaffene, gegen die Protestanten gerichtete Inschrift. Sie gilt als wichtiges, historisches Denkmal aus der Zeit der Gegenreformation.